# 童第周菌属
童第周菌属（学名：Tichowtungia）是童第周菌纲下的一个属。本属以胚胎学和发育生物学家童第周命名。2020年，山东大学海洋学院杜宗军教授课题组分离培养出一株深度分支的海洋细菌，建立了海洋细菌一个新纲，命名为童第周菌纲（Tichowtungiia）。

## 下属物种
本属包括以下物种：
- 耐氧童第周菌 Tichowtungia aerotolerans Da-Shuai Mu, et al., 2020